# Dynaspidiotus regnieri
Dynaspidiotus regnieri är en insektsart som först beskrevs av Alfred Serge Balachowsky 1928.  Dynaspidiotus regnieri ingår i släktet Dynaspidiotus och familjen pansarsköldlöss. Inga underarter finns listade i Catalogue of Life.